# Moremore-Nunatakker
Die Moremore-Nunatakker sind eine Gruppe aus Nunatakkern im ostantarktischen Viktorialand. In der Willett Range ragen sie westlich des McSaveney Spur und des Mount Bastion über eine Länge von 3 km auf.
Das New Zealand Geographic Board benannte sie 2005 deskriptiv nach einem aus dem Māori stammenden Begriff für „wuchtiger Kopf“.